# Gazprom-RusVelo/Saison 2019
Diese Liste beschreibt die Mannschaft und die Erfolge des Radsportteams Gazprom-RusVelo in der Saison 2019.

## Erfolge in der UCI Europe Tour
Bei den Rennen der UCI Europe Tour im Jahr 2019 gelangen dem Team nachstehende Erfolge.
| Datum    | Rennen                         | Kat. | Fahrer            |
| -------- | ------------------------------ | ---- | ----------------- |
| 12. Juli | 6. Etappe Österreich-Rundfahrt | 2.1  | Alexander Wlassow |

## Erfolge in den Nationalen Straßen-Radsportmeisterschaften
Bei den Rennen der jeweiligen Nationalen Straßen-Radsportmeisterschaften 2019 konnte das Team nachstehende Titel erringen.
| Datum    | Rennen                                  | Sieger            |
| -------- | --------------------------------------- | ----------------- |
| 30. Juni | Russische Meisterschaft – Straßenrennen | Alexander Wlassow |

## Mannschaft
| Teamkader 2019                            | Teamkader 2019     | Teamkader 2019 | Teamkader 2019                         |
| Name                                      | Geburtsdatum       | Land           | Vorheriges Team                        |
| ----------------------------------------- | ------------------ | -------------- | -------------------------------------- |
| Ildar Arslanow                            | 6. April 1994      | Russland       | Itera-Katusha (2014)                   |
| Igor Bojew                                | 22. November 1989  | Russland       | Itera-Katusha (2012)                   |
| Nikolai Tscherkassow                      | 26. September 1996 | Russland       | Gazprom-RusVelo U23 (2017)             |
| Alexander Jewtuschenko (1. Jan.–30. Jun.) | 30. Juni 1993      | Russland       | Lokosphinx (2018)                      |
| Evgeny Kobernyak                          | 24. Januar 1995    | Russland       | Gazprom-RusVelo U23 (2017)             |
| Wladislaw Kulikow                         | 8. Juli 1996       | Russland       |                                        |
| Alexandr Kulikovskiy                      | 2. Januar 1997     | Russland       | Gazprom-RusVelo U23 (2018)             |
| Alexey Kurbatov (1. Jan.–1. Jul.)         | 9. Mai 1994        | Russland       | Russian Helicopters (2014)             |
| Stepan Kurianov                           | 7. Dezember 1996   | Russland       | Gazprom-RusVelo U23 (2017)             |
| Denis Nekrasov                            | 19. Februar 1997   | Russland       | Marathon-Tula (2017)                   |
| Artjom Nytsch                             | 21. März 1995      | Russland       | Russian Helicopters (2014)             |
| Alexander Porsew                          | 21. Februar 1986   | Russland       | Katusha (2016)                         |
| Petr Rikunov                              | 24. Februar 1997   | Russland       | Caja Rural-Seguros RGA (2018)          |
| Iwan Rowny                                | 30. September 1987 | Russland       | Tinkoff (2016)                         |
| Alexei Rybalkin                           | 16. November 1993  | Russland       | Lokosphinx (2015)                      |
| Jewgeni Schalunow                         | 8. Januar 1992     | Russland       | Lokosphinx (2015)                      |
| Sergei Schilow                            | 6. Februar 1988    | Russland       | Lokosphinx (2017)                      |
| Mamyr Stasch                              | 4. Mai 1993        | Russland       | Lokosphinx (2018)                      |
| Alexander Wlassow                         | 23. April 1996     | Russland       | Viris Maserati-Sisal Matchpoint (2017) |
| Anton Gennadjewitsch Worobjow             | 12. Oktober 1990   | Russland       | Katusha (2016)                         |
|                                           |                    |                |                                        |
| Quellen: ProCyclingStats Cycling Quotient |                    |                |                                        |